# Nemacheilus guentheri
Nemacheilus guentheri és una espècie de peix de la família dels balitòrids i de l'ordre dels cipriniformes.

## Morfologia
Fa 5,6 cm de llargària màxima.

## Alimentació
Es nodreix de macroinvertebrats bentònics, algues, matèria vegetal, larves d'insectes aquàtics i de quironòmids, i detritus.

## Hàbitat i distribució geogràfica
És un peix d'aigua dolça, demersal i de clima tropical, el qual és un endemisme dels rierols de muntanya amb substrat de grava, còdols i quelcom de sorra dels Ghats Occidentals a Kerala (l'Índia), incloent-hi les conques dels rius Chandragiri, Valapattanam, Mahé, Kuttiady, Chaliyar, Kabini, Bhavani, Bharathapuzha, Chalakudi, Periyar, Muvattupuzha, Manimala, Pamba, Achankovil, Pambar, Kallada, Vamanapuram i Kaveri.

## Amenaces
Les seus principals amenaces són la contaminació de l'aigua, la sedimentació, la pesca destructiva, la introducció d'espècies exòtiques i la seua captura per al comerç internacional de peixos d'aquari.

## Vida en captivitat
El seu aquari hauria d'imitar les condicions del seu ambient natural, la qual cosa comporta un fons amb pedretes i refugis per poder-s'hi amagar (tot i que sembla ésser menys territorial que Mesonoemacheilus triangularis) i aigües ben oxigenades, amb un pH entre 6 i 7,5 i una temperatura de 18-25 °C. No sembla que es pugui reproduir en captivitat.

## Observacions
És inofensiu per als humans.